# シュレヤ・ゴシャル
シュレヤ・ゴシャル（Shreya Ghoshal、1984年3月12日 -  ）はインドの歌手。西ベンガル州ムルシダーバードで生まれた。
2018年のインド映画、『パドマーワト 女神の誕生』の劇中歌「Ghoomar」を男性歌手Swaroop Khanとデュエットしている。